# Mwanza Mukombo
Albert Mwanza Mukombo (17. prosince 1945, Belgické Kongo – 13. října 2001, Kinshasa) byl konžský fotbalový obránce. Zemřel 13. října 2001 ve věku 55 let na infarkt myokardu.

## Fotbalová kariéra
Byl členem reprezentace Zairu na Mistrovství světa ve fotbale 1974, nastoupil ve všech 3 utkáních. Za reprezentaci DR Kongo/Zairu hrál v letech 1968–1976. Na klubové úrovni hrál za TP Englebert Lubumbashi/TP Mazembe, se kterým získal 3 mistrovskéch tituly.